# Robert Pfannhauser

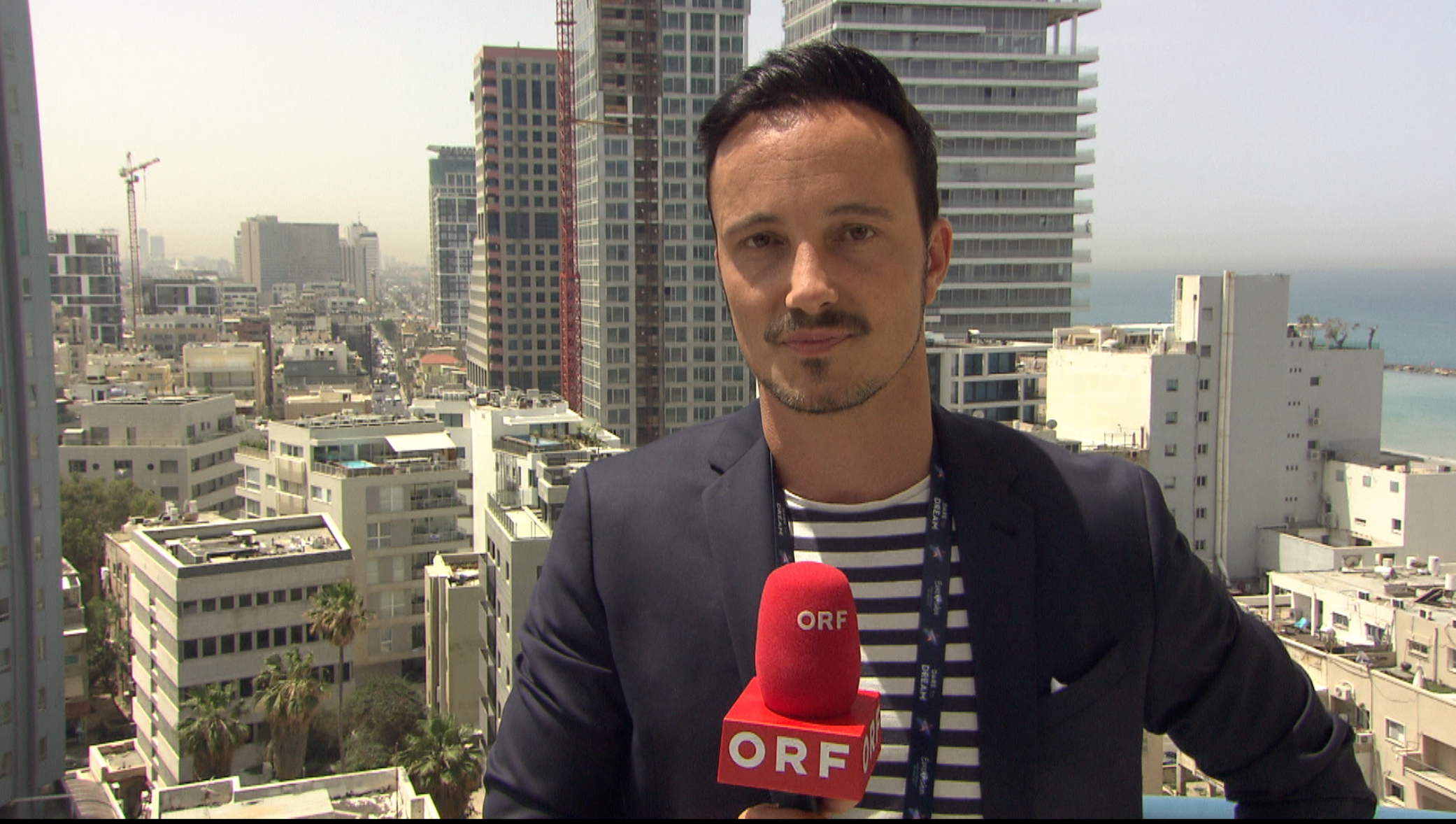
Robert Pfannhauser

Robert Pfannhauser (* 9. Oktober 1982 in Saalfelden) ist ein österreichischer Moderator, Reporter und Regisseur.

## Leben
Bereits während seines Publizistikstudiums an der Universität Salzburg sammelte Robert Pfannhauser beim privaten Hörfunksender Welle 1 erste Moderationserfahrungen. Im Jahr 2006 wurde er vom ORF-Hörfunksender "Hitradio Ö3" entdeckt, wo er bis 2008 als Radiomoderator tätig war. In weiterer Folge wechselte Robert Pfannhauser zum privaten Hörfunksender "Energy Österreich" (NRJ), wo er wochentags von 10:00 bis 15:00 Uhr zu hören war.
Seit September 2010 ist Robert Pfannhauser für den Österreichischen Rundfunks (ORF) tätig. Als Redakteur, Reporter und Regisseur begleitete er zahlreiche TV-Erfolgsformate wie "Dancing Stars", das TV-Gesellschaftsmagazin "Chili" oder den "Eurovision Song Contest" (ESC). Als Mitglied der österreichischen Song Contest Delegation berichtete er regelmäßig live von den Austragungsorten des Eurovision Song Contests.
Im Jahr 2014 dokumentierte er den österreichischen Sieg beim Eurovision Song Contest in Kopenhagen und führte Regie bei dem Dokumentarfilm "Auf den Schwingen des Phönix"' . Im selben Jahr wurden er, neben weiteren Mitgliedern der österreichischen Song-Contest Delegation, mit einem Platin-Award der ifpi (Verband der Österreichischen Musikwirtschaft) ausgezeichnet. Robert Pfannhauser beschäftigte sich auch aus wissenschaftlicher Perspektive mit dem Eurovision Song Contest und reichte unter dem Titel „Zwischen Pop und Politik: Der Eurovision Song Contest in den österreichischen Tageszeitungen“ im Jahr 2015 seine Magisterarbeit an der Universität Wien ein. 
Seit 2018 ist Robert Pfannhauser mit seinem Unternehmen auch in der Wissenschaftskommunikation tätig und beliefert diverse TV-Stationen im deutschsprachigen Raum mit Fernsehbeiträgen, darunter die Wissensformate "Terra Mater Wissen" (ServusTV) oder "Mayrs Magazin" (ORF, ARD). Als Regisseur ist Robert Pfannhauser auch für das ORF-Langformat „Zurück zur Natur“ tätig.

## Filmografie (Auswahl)

### Als Reporter
- 2019: Eurovision Song Contest, Tel Aviv[14]
- 2017: Eurovision Song Contest, Kiew[15]

### Als Regisseur
- 2021: Zurück zur Natur: Steinernes Meer (ORF)[13]
- 2020: Zurück zur Natur: Hochkönig (ORF)[16]
- 2020: Zurück zur Natur: Seewinkel (ORF)[13]
- 2020: Zurück zur Natur: Thayatal (ORF)[17]
- 2019: Zurück zur Natur: Großarltal (ORF)[17]
- 2018: Zurück zur Natur: Habachtal (ORF)[18]